# Åsgårdstrand (dom)

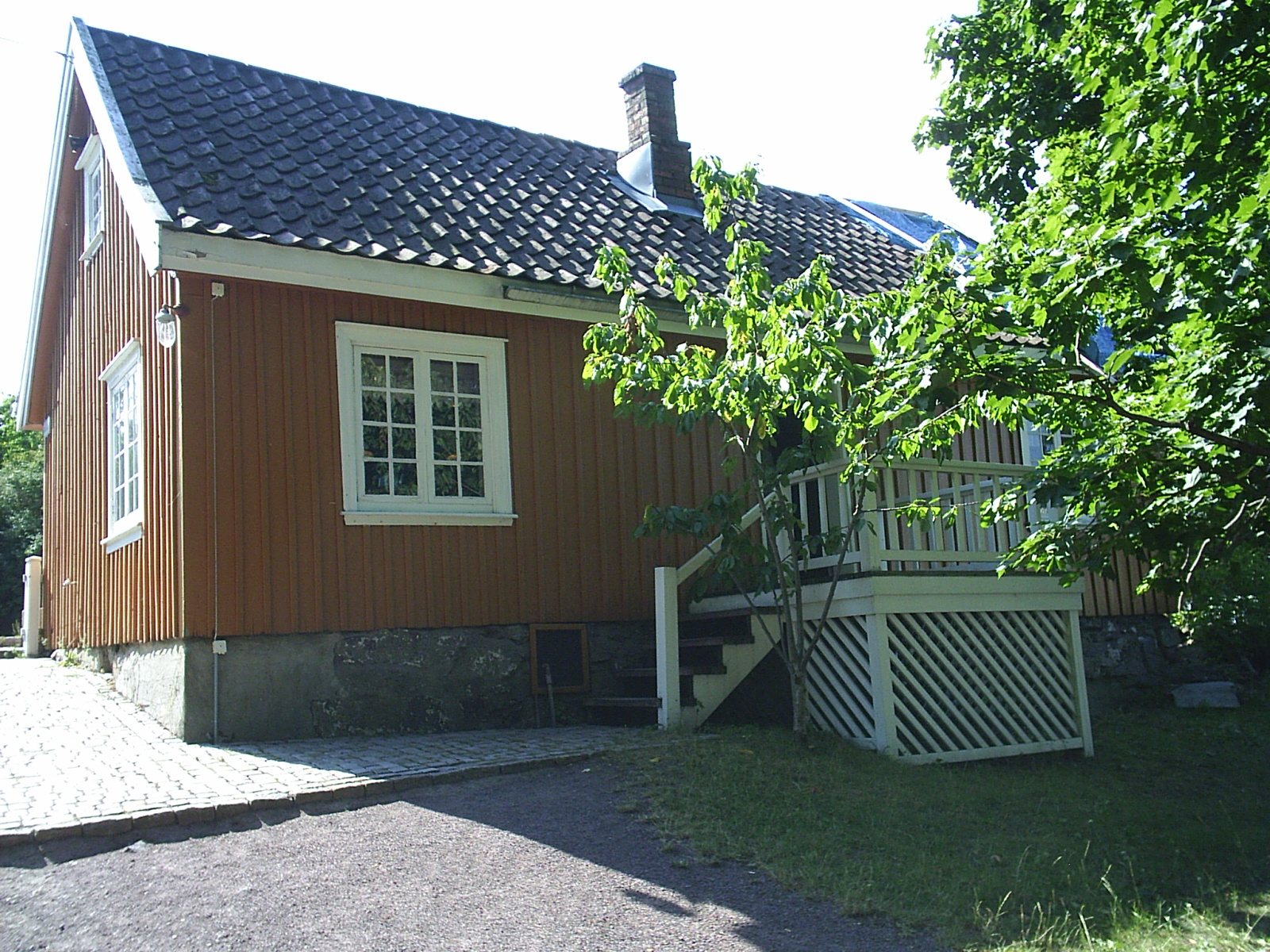
Dom Edvarda Muncha w Åsgårdstrand

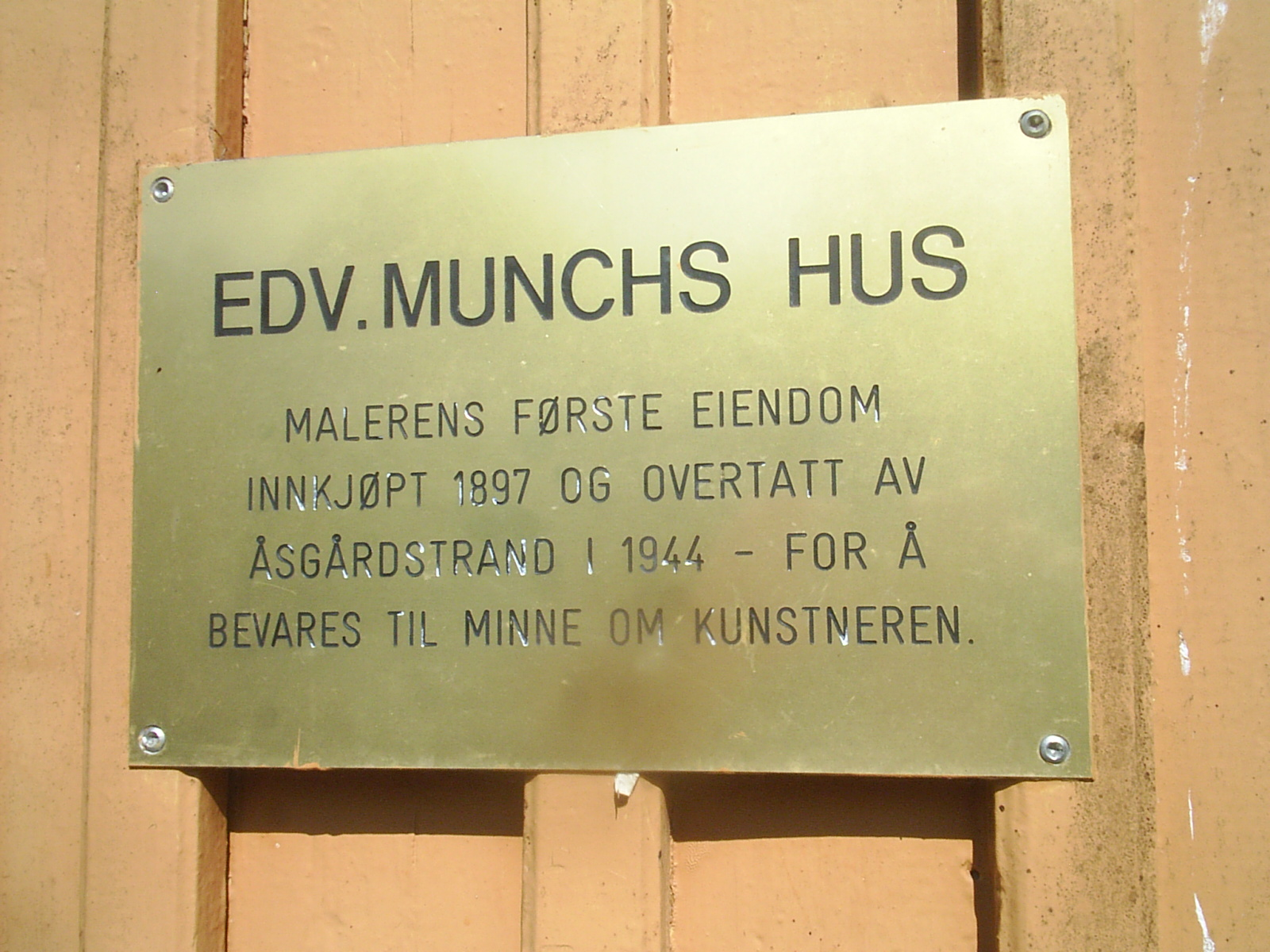
Tabliczka pamiątkowa na domu Edvarda Muncha w Åsgårdstrand

Dom w Åsgårdstrand – pierwszy i przez wiele lat jedyny własny dom norweskiego malarza Edvarda Muncha położony nad Fiordem Oslo, w którym artysta mieszkał i tworzył.

## Dom
W 1889 Edvard Munch spędził po raz pierwszy lato w Åsgårdstrand. Niewielka nadmorska miejscowość przypadła mu do gustu i od tej pory kolejne letnie miesiące spędzał tam, malując swoje obrazy. Początkowo wynajmował pokój na lato, a w 1897 zdecydował się odkupić o pewnego rybaka pochodzący z końca XVIII wieku niewielki drewniany domek i szopę, w której urządził swoje atelier (atelier zostało zburzone, ale dziś na jego miejscu znajduje się podobny drewniany budynek). Domek składał się z trzech małych pomieszczeń – pokoju dziennego, który służył malarzowi jako sypialnia, pracownia, jadalnia i salon, kuchni i dodatkowej sypialni. Z okna pokoju dziennego rozpościerał się piękny widok na fiord. W jednym z listów Munch napisał: "Siedzę w jedynym przyjemnym domu, w jakim zdarzyło mi się mieszkać – w domu w Åsgårdstrand."

## Motywy malarskie
Åsgårdstrand pojawia się często jako motyw na obrazach artysty. Jedne ze słynniejszych prac, które powstały w czasie pobytu w tej miejscowości to Pikene på broen (Dziewczęta na moście, 1901), Fire piker i Åsgårdstrand (Cztery dziewczynki w Åsgårdstrand, 1903), Livets dans (Taniec życia, 1899–1900), Veien i Åsgårdstrand (Droga w Åsgårdstrand, 1902).

## Tragedia
Dom w Åsgårdstrand stał się także miejscem tragedii w życiu malarza. Od 1898 roku Edvard Munch był związany z Tullą (Mathilde) Larsen, córką handlarza win z Kristianii. Malarz nie potrafił związać się na poważnie z żadną kobietą, dlatego dość szybko zaczął unikać zakochanej w nim Tulli. Ich burzliwy romans to pasmo rozstań i powrotów. Munch obiecywał Tulli małżeństwo pro forma, by mogła ona zachować swoje dobre imię w mieszczańskim środowisku, z którego się wywodziła. Jednak po jakimś czasie wycofał się z tej propozycji. W 1902 roku Tulla użyła wobec niego podstępu, udając próbę samobójstwa (wypiła rzekomo truciznę). Jednak malarz, który przybył zobaczyć ją na łożu śmierci, stwierdził, że Tulla cieszy się dobrym zdrowiem. Ponownie kochankowie spotkali się w domu malarza w Åsgårdstrand, gdzie doszło do kłótni, w wyniku której Edvard Munch został postrzelony z pistoletu. Nie wiadomo, kto wystrzelił – Tulla czy on. Munch został zraniony w palec lewej ręki. Romans z Tullą Larsen zakończył się definitywnie.

## Galeria

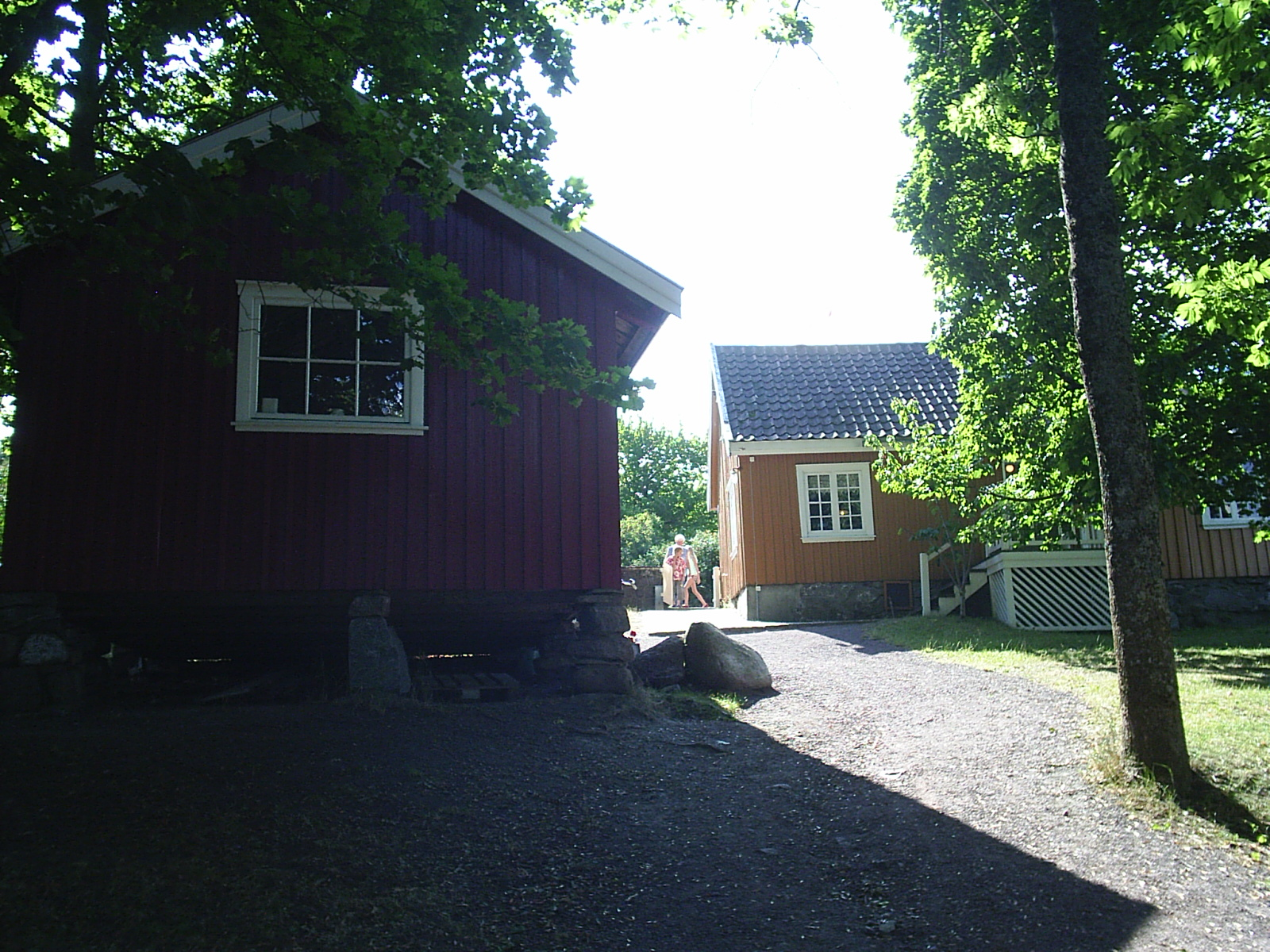
Dom Edvarda Muncha w Åsgårdstrand (po prawej) i jego atelier (po lewej)
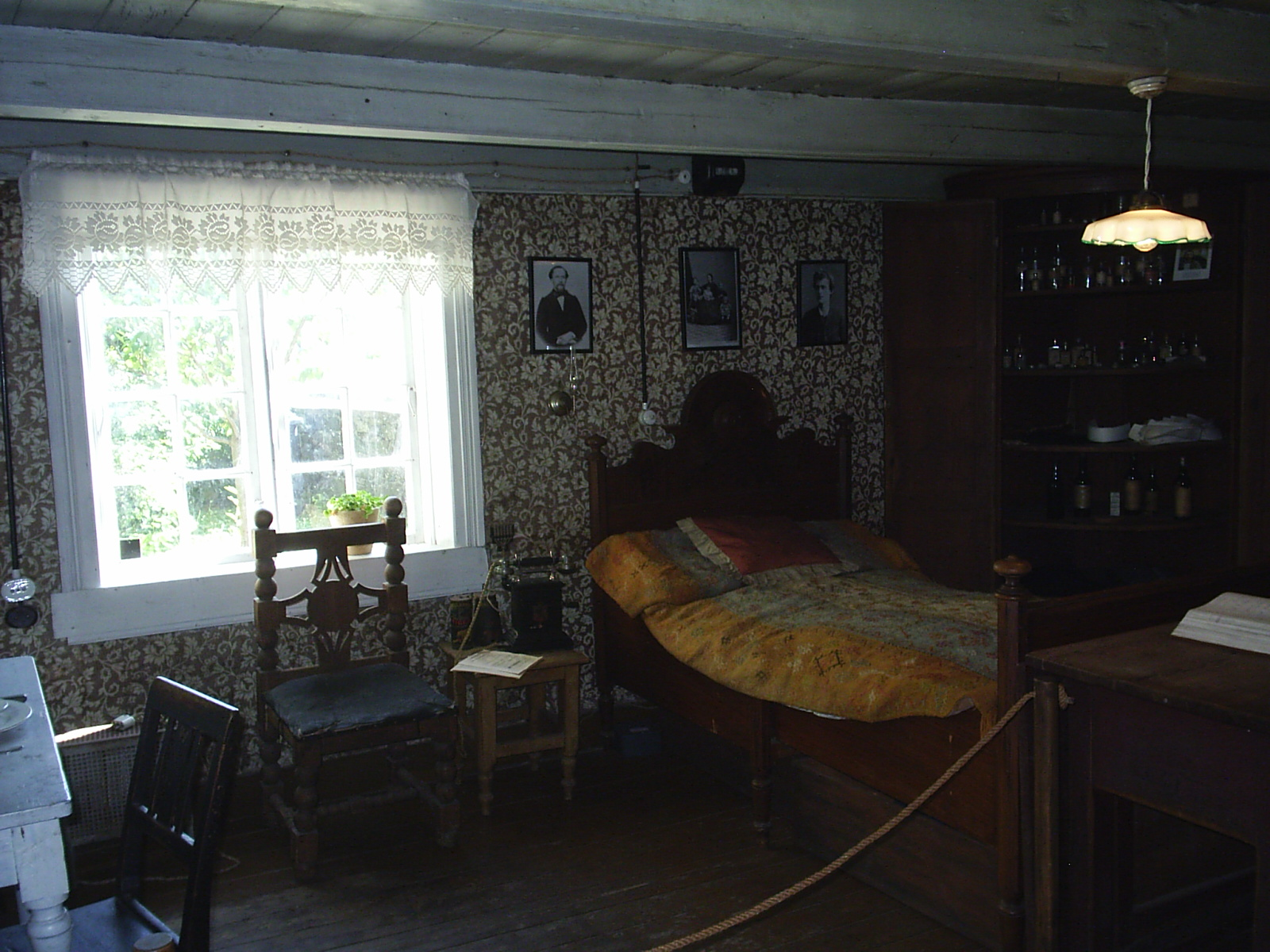
Sypialnia
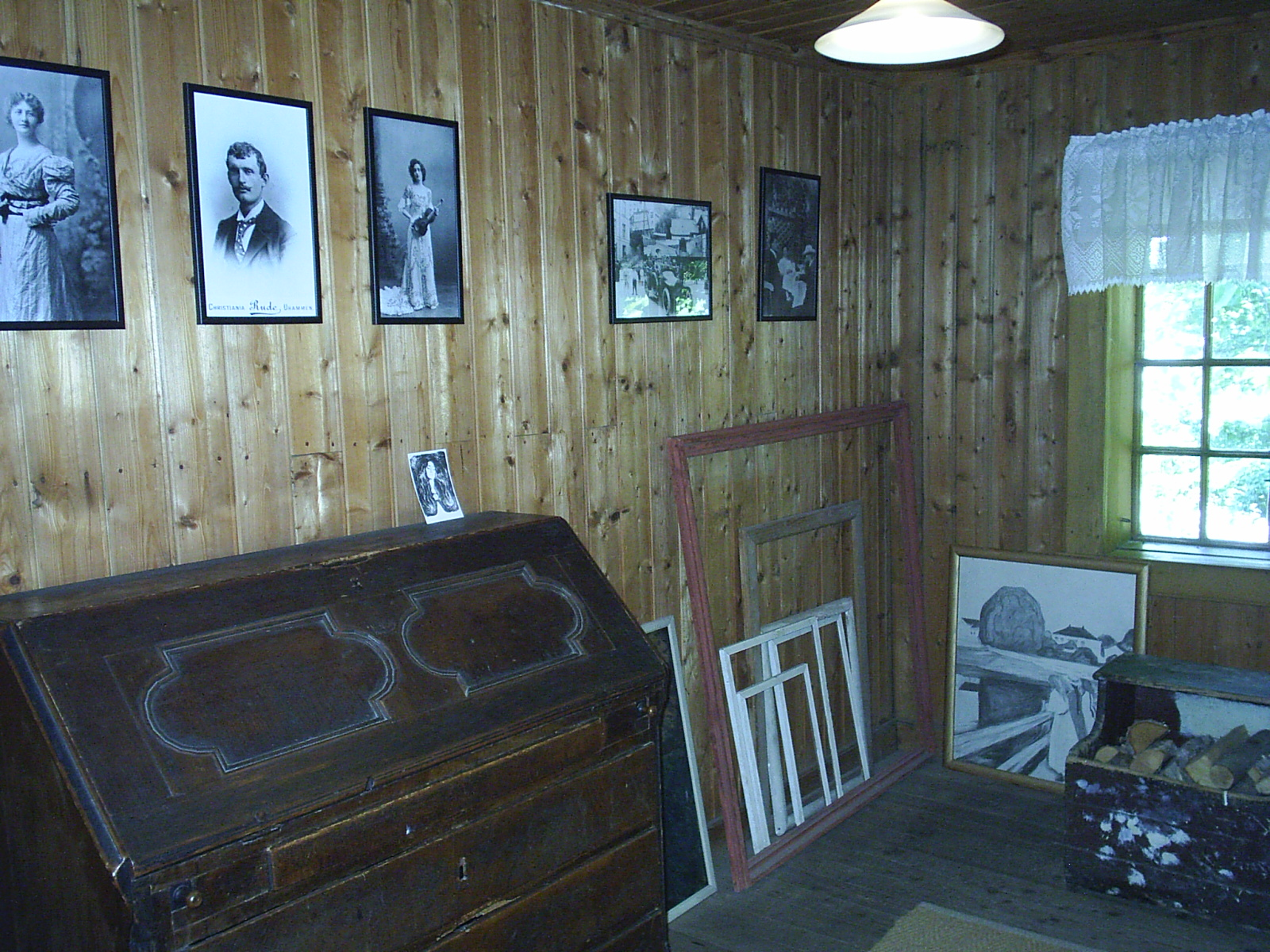
Pokój dzienny
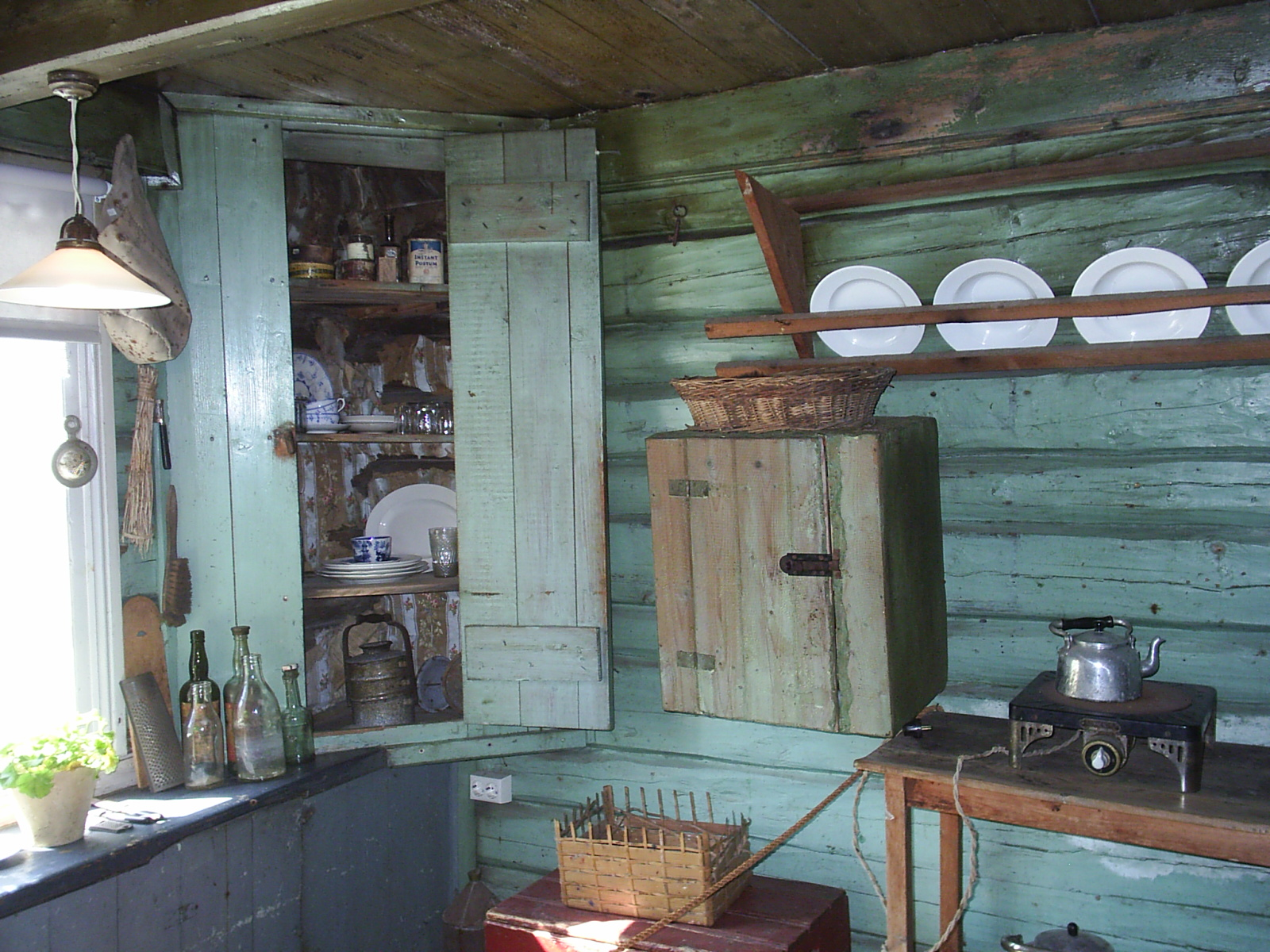
Kuchnia